# Pinsepakken
Pinsepakken var en kombineret skattereform og finanspolitisk stramning, der blev vedtaget af Folketinget i juni 1998 af partierne bag Regeringen Poul Nyrup Rasmussen IV; Socialdemokraterne, Radikale Venstre, Socialistisk Folkeparti og Enhedslisten. Reformen blev realiseret i perioden 1998-2002 og havde særligt til hensigt at sikre bedre balance i det økonomiske opsving samt at øge opsparingen. 
Det centrale element i Pinsepakken var en reducering af rentefradraget fra 46,4% til 32,4%, hvilket ramte yngre familier med lån i deres ejerbolig. Samtidig blev skatten af lejeværdi af egen bolig omlagt til en kommunal ejendomsværdiskat, mens de grønne afgifter på energi og benzin blev forhøjet. Bundskatten blev sænket fra 8% til 5,5%, mens bundgrænsen for mellemskat blev hævet og selskabsskatten blev sænket fra 34% til 26%.
Konsekvenserne af Pinsepakken blev en opbremsning i det private forbrug, ligesom der blev sat en dæmper for boligprisernes stigning – dog uden, at det førte til egentlige prisfald. Statens provenu fra skatter og afgifter voksede desuden som følge af pakken. 